# Coppa Italia 1986/87
Die Coppa Italia 1986/87, den Fußball-Pokalwettbewerb für Vereinsmannschaften in Italien der Saison 1986/87, gewann die SSC Neapel. Neapel traf im Finale auf Atalanta Bergamo und konnte die Coppa Italia zum dritten Mal gewinnen. Die Neapolitaner gewannen dabei sogar alle ihre Spiele und wurden neben dem FC Turin und Juventus Turin der dritte Verein, der das Double aus Meisterschaft und Pokal gewinnen konnte. Zudem stellte Neapel mit Bruno Giordano, Diego Maradona und Andrea Carnevale die drei besten Torschützen des Wettbewerbs.
Da Neapel sich durch den Gewinn der Meisterschaft bereits für den Europapokal der Landesmeister qualifiziert hatte, nahm Atalanta Bergamo in der nächsten Saison als Zweitligist am Europapokal der Pokalsieger teil.

## Gruppenphase

### Gruppe 1
| Pl. | Verein              | Sp. | S | U | N | Tore    | Diff. | Punkte |
| --- | ------------------- | --- | - | - | - | ------- | ----- | ------ |
| 1.  | FC Empoli           | 5   | 2 | 2 | 1 | 005:300 | +2    | 06     |
| 2.  | US Casertana        | 5   | 3 | 0 | 2 | 006:500 | +1    | 06     |
| 3.  | Como Calcio         | 5   | 1 | 4 | 0 | 006:500 | +1    | 06     |
| 4.  | AC Florenz          | 5   | 1 | 3 | 1 | 004:400 | ±0    | 05     |
| 5.  | Pescara Calcio      | 5   | 1 | 2 | 2 | 004:600 | −2    | 04     |
| 6.  | ASD Atletico Arezzo | 5   | 0 | 3 | 2 | 003:500 | −2    | 03     |

| 1. Spieltag         |     |                     |                            |
| ASD Atletico Arezzo | 0:0 | FC Empoli           | Stadio Città di Arezzo     |
| US Casertana        | 1:0 | AC Florenz          | Stadio Alberto Pinto       |
| Pescara Calcio      | 1:1 | Como Calcio         | Stadio Adriatico           |
| 2. Spieltag         |     |                     |                            |
| US Casertana        | 1:0 | ASD Atletico Arezzo | Stadio Alberto Pinto       |
| FC Empoli           | 1:1 | Como Calcio         | Stadio Carlo Castellani    |
| Pescara Calcio      | 0:0 | AC Florenz          | Stadio Adriatico           |
| 3. Spieltag         |     |                     |                            |
| Como Calcio         | 2:1 | US Casertana        | Stadio Giuseppe Sinigaglia |
| FC Empoli           | 1:0 | Pescara Calcio      | Stadio Carlo Castellani    |
| AC Florenz          | 1:1 | ASD Atletico Arezzo | Stadio Artemio Franchi     |
| 4. Spieltag         |     |                     |                            |
| ASD Atletico Arezzo | 1:1 | Como Calcio         | Stadio Città di Arezzo     |
| US Casertana        | 3:1 | Pescara Calcio      | Stadio Alberto Pinto       |
| AC Florenz          | 2:1 | FC Empoli           | Stadio Artemio Franchi     |
| 5. Spieltag         |     |                     |                            |
| Como Calcio         | 1:1 | AC Florenz          | Stadio Giuseppe Sinigaglia |
| FC Empoli           | 2:0 | US Casertana        | Stadio Carlo Castellani    |
| Pescara Calcio      | 2:1 | ASD Atletico Arezzo | Stadio Adriatico           |

### Gruppe 2
| Pl. | Verein         | Sp. | S | U | N | Tore    | Diff. | Punkte |
| --- | -------------- | --- | - | - | - | ------- | ----- | ------ |
| 1.  | Inter Mailand  | 5   | 4 | 1 | 0 | 014:500 | +9    | 09     |
| 2.  | FC Bologna     | 5   | 3 | 1 | 1 | 010:300 | +7    | 07     |
| 3.  | Udinese Calcio | 5   | 3 | 0 | 2 | 008:700 | +1    | 06     |
| 4.  | FC Catanzaro   | 5   | 2 | 1 | 2 | 011:900 | +2    | 05     |
| 5.  | Catania Calcio | 5   | 1 | 1 | 3 | 005:110 | −6    | 03     |
| 6.  | SS Cavese      | 5   | 0 | 0 | 5 | 003:160 | −13   | 0      |

| 1. Spieltag    |     |                |                           |
| FC Catanzaro   | 1:1 | Catania Calcio | Stadio Nicola Ceravolo    |
| SS Cavese      | 1:3 | Inter Mailand  | Stadio Simonetta Lamberti |
| Udinese Calcio | 1:0 | FC Bologna     | Stadio Friuli             |
| 2. Spieltag    |     |                |                           |
| FC Bologna     | 3:0 | SS Cavese      | Stadio Renato Dall’Ara    |
| Catania Calcio | 1:4 | Inter Mailand  | Stadio Angelo Massimino   |
| FC Catanzaro   | 3:1 | Udinese Calcio | Stadio Nicola Ceravolo    |
| 3. Spieltag    |     |                |                           |
| FC Bologna     | 4:0 | Catania Calcio | Stadio Renato Dall’Ara    |
| Inter Mailand  | 4:1 | FC Catanzaro   | Giuseppe-Meazza-Stadion   |
| Udinese Calcio | 3:1 | SS Cavese      | Stadio Friuli             |
| 4. Spieltag    |     |                |                           |
| FC Bologna     | 1:1 | Inter Mailand  | Stadio Renato Dall’Ara    |
| Catania Calcio | 1:2 | Udinese Calcio | Stadio Angelo Massimino   |
| SS Cavese      | 1:5 | FC Catanzaro   | Stadio Simonetta Lamberti |
| 5. Spieltag    |     |                |                           |
| Catania Calcio | 2:0 | SS Cavese      | Stadio Angelo Massimino   |
| FC Catanzaro   | 1:2 | FC Bologna     | Stadio Nicola Ceravolo    |
| Inter Mailand  | 2:1 | Udinese Calcio | Giuseppe-Meazza-Stadion   |

### Gruppe 3
| Pl. | Verein           | Sp. | S | U | N | Tore    | Diff. | Punkte |
| --- | ---------------- | --- | - | - | - | ------- | ----- | ------ |
| 1.  | Juventus Turin   | 5   | 4 | 0 | 1 | 010:300 | +7    | 08     |
| 2.  | US Cremonese     | 5   | 3 | 1 | 1 | 008:200 | +6    | 07     |
| 3.  | Sampdoria Genua  | 5   | 3 | 1 | 1 | 005:300 | +2    | 07     |
| 4.  | US Lecce         | 5   | 1 | 1 | 3 | 003:500 | −2    | 03     |
| 5.  | AC Monza Brianza | 5   | 1 | 1 | 3 | 002:700 | −5    | 03     |
| 6.  | AC Reggiana      | 5   | 0 | 2 | 3 | 002:100 | −8    | 02     |

| 1. Spieltag      |     |                  |                       |
| US Cremonese     | 0:0 | Sampdoria Genua  | Stadio Giovanni Zini  |
| US Lecce         | 0:2 | Juventus Turin   | Stadio Via del Mare   |
| AC Reggiana      | 0:0 | AC Monza Brianza | Stadio Mirabello      |
| 2. Spieltag      |     |                  |                       |
| US Lecce         | 0:1 | US Cremonese     | Stadio Via del Mare   |
| AC Monza Brianza | 0:1 | Juventus Turin   | Stadio Brianteo       |
| AC Reggiana      | 0:2 | Sampdoria Genua  | Stadio Mirabello      |
| 3. Spieltag      |     |                  |                       |
| US Cremonese     | 4:0 | AC Monza Brianza | Stadio Giovanni Zini  |
| Juventus Turin   | 4:1 | AC Reggiana      | Stadio Comunale       |
| Sampdoria Genua  | 1:0 | US Lecce         | Stadio Luigi Ferraris |
| 4. Spieltag      |     |                  |                       |
| Juventus Turin   | 2:0 | US Cremonese     | Stadio Comunale       |
| AC Monza Brianza | 2:0 | Sampdoria Genua  | Stadio Brianteo       |
| AC Reggiana      | 1:1 | US Lecce         | Stadio Mirabello      |
| 5. Spieltag      |     |                  |                       |
| US Cremonese     | 3:0 | AC Reggiana      | Stadio Giovanni Zini  |
| US Lecce         | 2:0 | AC Monza Brianza | Stadio Via del Mare   |
| Sampdoria Genua  | 2:1 | Juventus Turin   | Stadio Luigi Ferraris |

### Gruppe 4
| Pl. | Verein                   | Sp. | S | U | N | Tore    | Diff. | Punkte |
| --- | ------------------------ | --- | - | - | - | ------- | ----- | ------ |
| 1.  | AC Parma                 | 5   | 4 | 0 | 1 | 006:100 | +5    | 08     |
| 2.  | AC Mailand               | 5   | 3 | 1 | 1 | 006:200 | +4    | 07     |
| 3.  | SS Sambenedettese Calcio | 5   | 2 | 1 | 2 | 002:200 | ±0    | 05     |
| 4.  | Ascoli Calcio            | 5   | 2 | 1 | 2 | 005:600 | −1    | 05     |
| 5.  | US Triestina             | 5   | 1 | 1 | 3 | 002:500 | −3    | 03     |
| 6.  | SS Barletta Calcio       | 5   | 1 | 0 | 4 | 002:700 | −5    | 02     |

| 1. Spieltag              |     |                          |                              |
| AC Mailand               | 1:0 | SS Sambenedettese Calcio | Giuseppe-Meazza-Stadion      |
| AC Parma                 | 1:0 | SS Barletta Calcio       | Stadio Ennio Tardini         |
| US Triestina             | 2:1 | Ascoli Calcio            | Stadio Giuseppe Grezar       |
| 2. Spieltag              |     |                          |                              |
| Ascoli Calcio            | 2:1 | SS Barletta Calcio       | Stadio Cino e Lillo Del Duca |
| SS Sambenedettese Calcio | 1:0 | AC Parma                 | Stadio Riviera delle Palme   |
| US Triestina             | 0:1 | AC Mailand               | Stadio Giuseppe Grezar       |
| 3. Spieltag              |     |                          |                              |
| SS Barletta Calcio       | 0:3 | AC Mailand               | Stadio Cosimo Puttilli       |
| AC Parma                 | 2:0 | Ascoli Calcio            | Stadio Ennio Tardini         |
| SS Sambenedettese Calcio | 0:0 | US Triestina             | Stadio Riviera delle Palme   |
| 4. Spieltag              |     |                          |                              |
| Ascoli Calcio            | 1:0 | SS Sambenedettese Calcio | Stadio Cino e Lillo Del Duca |
| SS Barletta Calcio       | 1:0 | US Triestina             | Stadio Cosimo Puttilli       |
| AC Mailand               | 0:1 | AC Parma                 | Giuseppe-Meazza-Stadion      |
| 5. Spieltag              |     |                          |                              |
| Ascoli Calcio            | 1:1 | AC Mailand               | Stadio Cino e Lillo Del Duca |
| SS Sambenedettese Calcio | 1:0 | SS Barletta Calcio       | Stadio Riviera delle Palme   |
| US Triestina             | 0:2 | AC Parma                 | Stadio Giuseppe Grezar       |

### Gruppe 5
| Pl. | Verein            | Sp. | S | U | N | Tore    | Diff. | Punkte |
| --- | ----------------- | --- | - | - | - | ------- | ----- | ------ |
| 1.  | SSC Neapel        | 5   | 5 | 0 | 0 | 010:200 | +8    | 10     |
| 2.  | Lazio Rom         | 5   | 2 | 2 | 1 | 008:300 | +5    | 06     |
| 3.  | AC Cesena         | 5   | 2 | 2 | 1 | 003:300 | ±0    | 06     |
| 4.  | Vicenza Calcio    | 5   | 0 | 3 | 2 | 003:500 | −2    | 03     |
| 5.  | AS Taranto Calcio | 5   | 1 | 1 | 3 | 001:700 | −6    | 03     |
| 6.  | SPAL Ferrara      | 5   | 0 | 2 | 3 | 001:600 | −5    | 02     |

| 1. Spieltag       |     |                   |                        |
| AC Cesena         | 0:0 | Lazio Rom         | Stadio Dino Manuzzi    |
| Vicenza Calcio    | 0:1 | AS Taranto Calcio | Stadio Romeo Menti     |
| SPAL Ferrara      | 0:2 | SSC Neapel        | Stadio Paolo Mazza     |
| 2. Spieltag       |     |                   |                        |
| Vicenza Calcio    | 0:0 | AC Cesena         | Stadio Romeo Menti     |
| Lazio Rom         | 0:2 | SSC Neapel        | Stadio Olimpico        |
| SPAL Ferrara      | 0:0 | AS Taranto Calcio | Stadio Paolo Mazza     |
| 3. Spieltag       |     |                   |                        |
| AC Cesena         | 1:0 | SPAL Ferrara      | Stadio Dino Manuzzi    |
| Vicenza Calcio    | 1:1 | Lazio Rom         | Stadio Romeo Menti     |
| AS Taranto Calcio | 0:1 | SSC Neapel        | Stadio Erasmo Iacovone |
| 4. Spieltag       |     |                   |                        |
| Lazio Rom         | 2:0 | SPAL Ferrara      | Stadio Olimpico        |
| SSC Neapel        | 2:1 | Vicenza Calcio    | Stadio San Paolo       |
| AS Taranto Calcio | 0:1 | AC Cesena         | Stadio Erasmo Iacovone |
| 5. Spieltag       |     |                   |                        |
| Lazio Rom         | 5:0 | AS Taranto Calcio | Stadio Olimpico        |
| SSC Neapel        | 3:1 | AC Cesena         | Stadio San Paolo       |
| SPAL Ferrara      | 1:1 | Vicenza Calcio    | Stadio Paolo Mazza     |

### Gruppe 6
| Pl. | Verein              | Sp. | S | U | N | Tore    | Diff. | Punkte |
| --- | ------------------- | --- | - | - | - | ------- | ----- | ------ |
| 1.  | Atalanta Bergamo    | 5   | 2 | 3 | 0 | 008:400 | +4    | 07     |
| 2.  | Brescia Calcio      | 5   | 3 | 1 | 1 | 004:200 | +2    | 07     |
| 3.  | Virescit Boccaleone | 5   | 2 | 1 | 2 | 007:400 | +3    | 05     |
| 4.  | CFC Genua           | 5   | 1 | 3 | 1 | 005:500 | ±0    | 05     |
| 5.  | ACR Messina         | 5   | 2 | 1 | 2 | 006:700 | −1    | 05     |
| 6.  | US Palermo          | 5   | 0 | 1 | 4 | 001:900 | −8    | 01     |

| 1. Spieltag         |     |                     |                                      |
| Atalanta Bergamo    | 2:1 | Virescit Boccaleone | Stadio Atleti Azzurri d’Italia       |
| Brescia Calcio      | 1:0 | ACR Messina         | Stadio Mario Rigamonti               |
| CFC Genua           | 1:1 | US Palermo          | Stadio Luigi Ferraris                |
| 2. Spieltag         |     |                     |                                      |
| CFC Genua           | 2:1 | Brescia Calcio      | Stadio Luigi Ferraris                |
| US Palermo          | 0:3 | Atalanta Bergamo    | Stadio Renzo Barbera                 |
| Virescit Boccaleone | 2:0 | ACR Messina         | Centro Giovanile Virescit Boccaleone |
| 3. Spieltag         |     |                     |                                      |
| Atalanta Bergamo    | 0:0 | CFC Genua           | Stadio Atleti Azzurri d’Italia       |
| Brescia Calcio      | 1:0 | Virescit Boccaleone | Stadio Mario Rigamonti               |
| ACR Messina         | 1:0 | US Palermo          | Stadio Giovanni Celeste              |
| 4. Spieltag         |     |                     |                                      |
| CFC Genua           | 1:1 | Virescit Boccaleone | Stadio Luigi Ferraris                |
| ACR Messina         | 3:3 | Atalanta Bergamo    | Stadio Giovanni Celeste              |
| US Palermo          | 0:1 | Brescia Calcio      | Stadio Renzo Barbera                 |
| 5. Spieltag         |     |                     |                                      |
| Brescia Calcio      | 0:0 | Atalanta Bergamo    | Stadio Mario Rigamonti               |
| ACR Messina         | 2:1 | CFC Genua           | Stadio Giovanni Celeste              |
| Virescit Boccaleone | 3:0 | US Palermo          | Centro Giovanile Virescit Boccaleone |

### Gruppe 7
| Pl. | Verein          | Sp. | S | U | N | Tore    | Diff. | Punkte |
| --- | --------------- | --- | - | - | - | ------- | ----- | ------ |
| 1.  | FC Turin        | 5   | 2 | 3 | 0 | 006:300 | +3    | 07     |
| 2.  | Cagliari Calcio | 5   | 1 | 4 | 0 | 005:400 | +1    | 06     |
| 3.  | US Avellino     | 5   | 2 | 2 | 1 | 005:500 | ±0    | 06     |
| 4.  | AC Siena        | 5   | 2 | 1 | 2 | 003:200 | +1    | 05     |
| 5.  | FC Modena       | 5   | 0 | 3 | 2 | 003:500 | −2    | 03     |
| 6.  | AC Pisa         | 5   | 1 | 1 | 3 | 004:700 | −3    | 03     |

| 1. Spieltag     |     |                 |                                    |
| Cagliari Calcio | 2:2 | FC Turin        | Stadio Sant’Elia                   |
| AC Pisa         | 2:2 | FC Modena       | Arena Garibaldi                    |
| AC Siena        | 2:0 | US Avellino     | Stadio Artemio Franchi             |
| 2. Spieltag     |     |                 |                                    |
| FC Modena       | 1:1 | Cagliari Calcio | Stadio Alberto Braglia             |
| AC Pisa         | 1:2 | US Avellino     | Arena Garibaldi                    |
| FC Turin        | 1:0 | AC Siena        | Stadio Comunale                    |
| 3. Spieltag     |     |                 |                                    |
| US Avellino     | 1:1 | Cagliari Calcio | Stadio Partenio                    |
| FC Modena       | 0:0 | FC Turin        | Stadio Alberto Braglia             |
| AC Siena        | 0:1 | AC Pisa         | Stadio Artemio Franchi             |
| 4. Spieltag     |     |                 |                                    |
| US Avellino     | 1:0 | FC Modena       | Stadio Partenio                    |
| Cagliari Calcio | 0:0 | AC Siena        | Stadio Sant’Elia                   |
| AC Pisa         | 0:2 | FC Turin        | Arena Garibaldi – Romeo Anconetani |
| 5. Spieltag     |     |                 |                                    |
| Cagliari Calcio | 1:0 | AC Pisa         | Stadio Sant’Elia                   |
| FC Modena       | 0:1 | AC Siena        | Stadio Alberto Braglia             |
| FC Turin        | 1:1 | US Avellino     | Stadio Comunale                    |

### Gruppe 8
| Pl. | Verein             | Sp. | S | U | N | Tore    | Diff. | Punkte |
| --- | ------------------ | --- | - | - | - | ------- | ----- | ------ |
| 1.  | Hellas Verona      | 5   | 4 | 1 | 0 | 008:200 | +6    | 09     |
| 2.  | AS Rom             | 5   | 3 | 1 | 1 | 008:300 | +5    | 07     |
| 3.  | Piacenza Calcio    | 5   | 1 | 3 | 1 | 006:700 | −1    | 05     |
| 4.  | AS Bari            | 5   | 1 | 2 | 2 | 003:200 | +1    | 04     |
| 5.  | Campobasso Calcio  | 5   | 0 | 3 | 2 | 000:500 | −5    | 03     |
| 6.  | ASD Perugia Calcio | 5   | 0 | 2 | 3 | 002:600 | −4    | 02     |

| 1. Spieltag        |     |                    |                              |
| Piacenza Calcio    | 1:0 | AS Bari            | Stadio Leonardo Garilli      |
| AS Rom             | 3:0 | Campobasso Calcio  | Stadio Olimpico              |
| Hellas Verona      | 1:0 | ASD Perugia Calcio | Stadio Marcantonio Bentegodi |
| 2. Spieltag        |     |                    |                              |
| Campobasso Calcio  | 0:2 | Hellas Verona      | Stadio Nuovo Romagnoli       |
| ASD Perugia Calcio | 0:2 | AS Bari            | Stadio Renato Curi           |
| Piacenza Calcio    | 2:4 | AS Rom             | Stadio Leonardo Garilli      |
| 3. Spieltag        |     |                    |                              |
| AS Bari            | 1:3 | Hellas Verona      | Stadio della Vittoria        |
| Campobasso Calcio  | 0:0 | Piacenza Calcio    | Stadio Nuovo Romagnoli       |
| AS Rom             | 1:0 | ASD Perugia Calcio | Stadio Olimpico              |
| 4. Spieltag        |     |                    |                              |
| AS Bari            | 0:0 | AS Rom             | Stadio della Vittoria        |
| ASD Perugia Calcio | 0:0 | Campobasso Calcio  | Stadio Renato Curi           |
| Hellas Verona      | 1:1 | Piacenza Calcio    | Stadio Marcantonio Bentegodi |
| 5. Spieltag        |     |                    |                              |
| Campobasso Calcio  | 0:0 | AS Bari            | Stadio Nuovo Romagnoli       |
| Piacenza Calcio    | 2:2 | ASD Perugia Calcio | Stadio Leonardo Garilli      |
| Hellas Verona      | 1:0 | AS Rom             | Stadio Marcantonio Bentegodi |

## Achtelfinale
|                  | Gesamt          |                | Hinspiel | Rückspiel |
| ---------------- | --------------- | -------------- | -------- | --------- |
| Atalanta Bergamo | 2:1             | US Casertana   | 2:1      | 0:0       |
| Cagliari Calcio  | 1:0             | FC Turin       | 1:0      | 0:0       |
| FC Empoli        | 0:3             | Inter Mailand  | 0:2      | 0:1       |
| Lazio Rom        | 0:2             | Juventus Turin | 0:0      | 0:2       |
| AC Mailand       | 0:1             | AC Parma       | 0:1      | 0:0       |
| SSC Neapel       | 6:0             | Brescia Calcio | 3:0      | 3:0       |
| AS Rom           | (a)3:3(a)       | FC Bologna     | 2:2      | 1:1       |
| Hellas Verona    | 0:0 (3:4 i. E.) | US Cremonese   | 0:0      | 0:0 n. V. |

## Viertelfinale
|                  | Gesamt          |                | Hinspiel | Rückspiel |
| ---------------- | --------------- | -------------- | -------- | --------- |
| Atalanta Bergamo | 1:0             | AC Parma       | 1:0      | 0:0       |
| Cagliari Calcio  | (a)3:3(a)       | Juventus Turin | 1:1      | 2:2       |
| US Cremonese     | 2:2 (6:4 i. E.) | Inter Mailand  | 1:1      | 1:1 n. V. |
| SSC Neapel       | 7:2             | FC Bologna     | 3:0      | 4:2       |

## Halbfinale
|                  | Gesamt |              | Hinspiel | Rückspiel |
| ---------------- | ------ | ------------ | -------- | --------- |
| Atalanta Bergamo | 2:0    | US Cremonese | 2:0      | 0:0       |
| Cagliari Calcio  | 1:5    | SSC Neapel   | 0:1      | 1:4       |

## Finale

### Hinspiel
| SSC Neapel                                | SSC Neapel | Atalanta Bergamo | Atalanta Bergamo |
| ----------------------------------------- | --- | --- | ---------------- |
| SSC Neapel                                | \| Finale \| \| 7. Juni 1987 in Neapel (Stadio San Paolo) \| \| Ergebnis: 3:0 (0:0) \| \| Schiedsrichter: Giancarlo Redini \| | \| Finale \| \| 7. Juni 1987 in Neapel (Stadio San Paolo) \| \| Ergebnis: 3:0 (0:0) \| \| Schiedsrichter: Giancarlo Redini \| | Atalanta Bergamo |
| SSC Neapel                                | Claudio Garella – Ciro Ferrara, Giuseppe Volpecina (88. Tebaldo Bigliardi), Moreno Ferrario, Alessandro Renica – Salvatore Bagni, Luciano Sola (59. Ciro Muro), Francesco Romano – Bruno Giordano, Diego Maradona, Andrea Carnevale (81. Luigi Caffarelli) Cheftrainer: Ottavio Bianchi | Ottorino Piotti – Gianpaolo Rossi (81. Aldo Cantarutti), Carmine Gentile, Costanzo Barcella, Domenico Progna – Cesare Prandelli, Glenn Strömberg, Walter Bonacina, Marino Magrin – Giuseppe Incocciati (84. Luigino Pasciullo), Giuseppe Compagno, Bruno Limido Cheftrainer: Nedo Sonetti | Atalanta Bergamo |
| SSC Neapel                                | 1:0 Alessandro Renica (67.) 2:0 Ciro Muro (71.) 3:0 Salvatore Bagni (77.) | | Atalanta Bergamo |
| Finale                                    | | |                  |
| 7. Juni 1987 in Neapel (Stadio San Paolo) | | |                  |
| Ergebnis: 3:0 (0:0)                       | | |                  |
| Schiedsrichter: Giancarlo Redini          | | |                  |

### Rückspiel
| Atalanta Bergamo                                          | Atalanta Bergamo | SSC Neapel | SSC Neapel |
| --------------------------------------------------------- | --- | --- | ---------- |
| Atalanta Bergamo                                          | \| Finale \| \| 13. Juni 1987 in Bergamo (Stadio Atleti Azzurri d’Italia) \| \| Ergebnis: 0:1 (0:0) \| \| Schiedsrichter: Carlo Longhi \|                                                                                                   | \| Finale \| \| 13. Juni 1987 in Bergamo (Stadio Atleti Azzurri d’Italia) \| \| Ergebnis: 0:1 (0:0) \| \| Schiedsrichter: Carlo Longhi \| | SSC Neapel |
| Atalanta Bergamo                                          | Ottorino Piotti – Gianpaolo Rossi (75. Eugenio Perico), Carmine Gentile, Domenico Progna – Andrea Icardi, Glenn Strömberg, Walter Bonacina, Marino Magrin – Giuseppe Compagno, Bruno Limido (54. Aldo Cantarutti) Cheftrainer: Nedo Sonetti | Claudio Garella – Ciro Ferrara, Giuseppe Volpecina (46. Giuseppe Bruscolotti), Moreno Ferrario, Tebaldo Bigliardi – Salvatore Bagni, Fernando De Napoli (75. Luigi Caffarelli), Francesco Romano – Bruno Giordano, Diego Maradona, Andrea Carnevale (60. Ciro Muro) Cheftrainer: Ottavio Bianchi | SSC Neapel |
| Atalanta Bergamo                                          | 0:1 Bruno Giordano (85.) | | SSC Neapel |
| Finale                                                    | | |            |
| 13. Juni 1987 in Bergamo (Stadio Atleti Azzurri d’Italia) | | |            |
| Ergebnis: 0:1 (0:0)                                       | | |            |
| Schiedsrichter: Carlo Longhi                              | | |            |

## Beste Torschützen
| Rang | Spieler          | Klub       | Tore |
| ---- | ---------------- | ---------- | ---- |
| 1    | Bruno Giordano   | SSC Neapel | 10   |
| 2    | Diego Maradona   | SSC Neapel | 07   |
| 3    | Andrea Carnevale | SSC Neapel | 05   |

Siehe auch: Liste der Torschützenkönige des Italienischen Fußballpokals